# Pistoria aroa
Pistoria aroa är en fjärilsart som beskrevs av Tite 1962. Pistoria aroa ingår i släktet Pistoria och familjen juvelvingar. Inga underarter finns listade i Catalogue of Life.